# Autobacs Seven

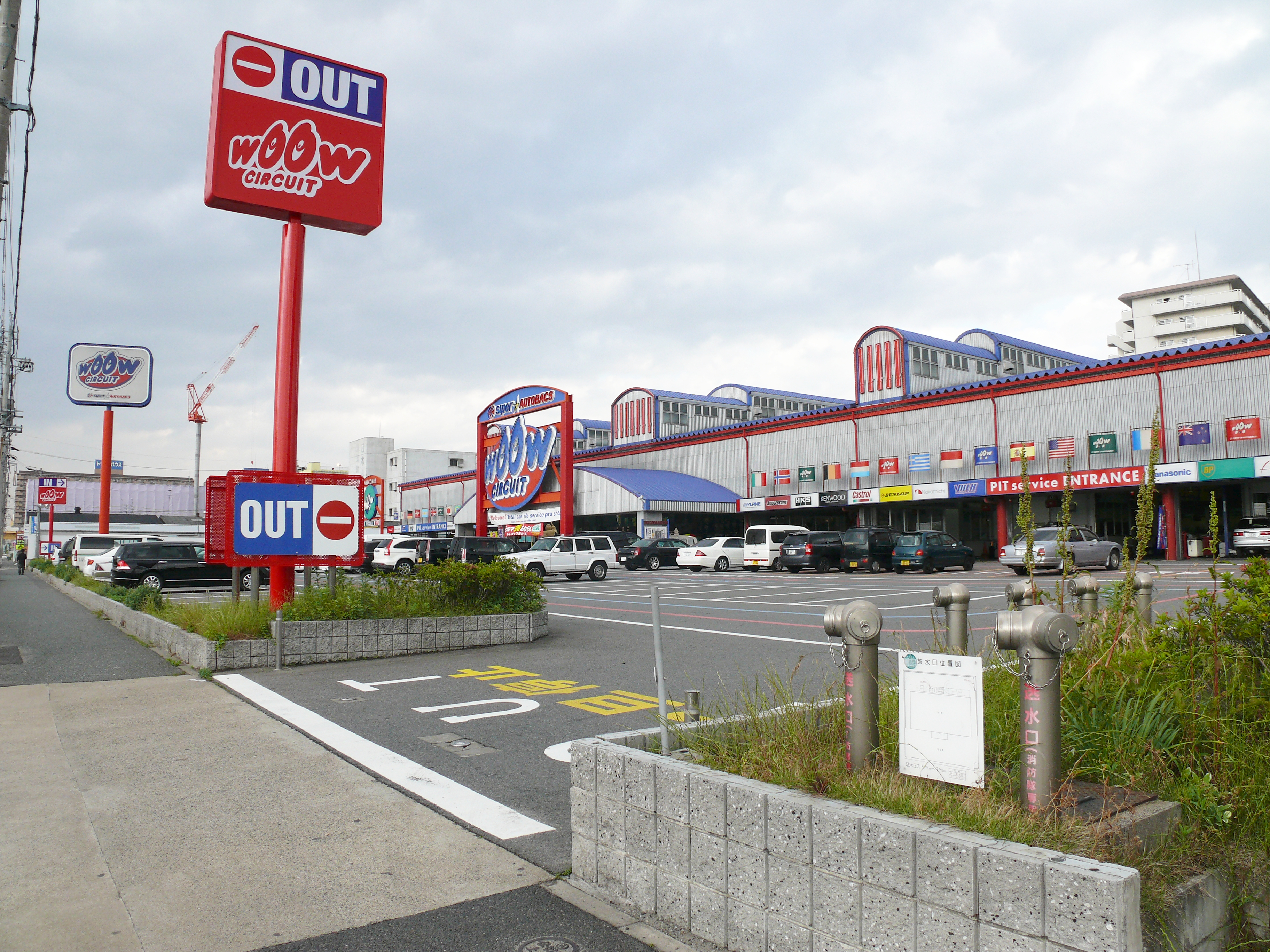
«Super Autobacs» в Нагоя

Autobacs Seven Company, Limited (яп. 株式会社オートバックスセブン Кабусики-гайся О:тобаккусу Сэбун) (TYO: 9832) — японская компания, специализирующаяся на продаже автомобильных запчастей и аксессуаров. Имеет филиалы в Азии, а также во Франции.

## Происхождение названия
- AUTO: Appeal, Unique, Tire, Oil
- BACS: Battery, Accessory, Car audio, Service

## История
В 1947 году в пригороде Осака, в районе Фукусима-ку предпринимателем Тосио Сумино была основана компания по оптовой продаже автомобильных и канцелярских товаров, первоначально называвшаяся Suehiro Syokai, с 1948 года — Fuji Syokai Co. В 1960 году Сумино открыл первый магазин автомобильных запчастей «Fuji Drive», который через 9 лет стал поставщиком деталей для автомобилей Гран-при Японии. В 1974 году открыт магазин под названием «Autobacs», а c 1980 года вся компания стала именоваться Autobacs Seven Co, Ltd. В 1984 году открыт 200-й магазин.
В 1989 году компания провела IPO и разместила акции на фондовой бирже в Осаке, а в 1993 году — на Токийской фондовой бирже.
В 1997 году в городе Тиба открыт первый супермаркет «Super Autobacs». В том же году в сотрудничестве с Агури Судзуки для участия в автогонках был организован проект Autobacs Racing Team Aguri (ARTA).
В 1999 году для выхода на европейский рынок в партнёрстве с компанией Renault было создано совместное предприятие S.A.S. В 2001 году открыт первый магазин во Франции.
В 2007 году заключено соглашение с компанией AIG для открытия совместного предприятия в области страхования.

## ASL

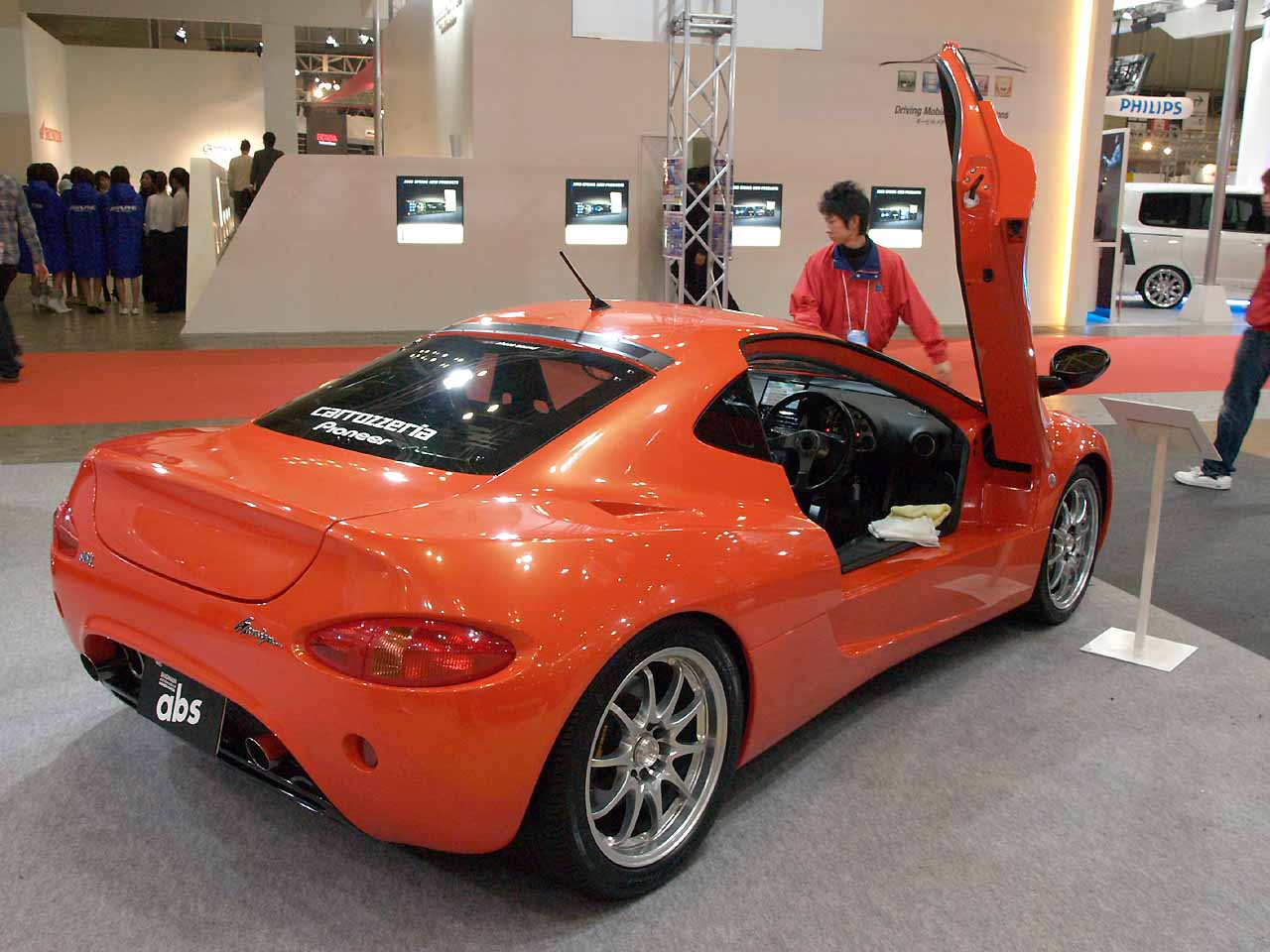
ASL Garaiya

В 2001 году Autobacs приобрела лабораторию спортивного автотюнинга компании Tommykaira, испытывавшей финансовые трудности в результате азиатского экономического спада. Новое подразделение было названо ASL (Autobacs Sportscar Laboratory). В том же году, компания представила новый спорткар Garaiya RS-01. Его создание было доверено конструктору Кикуо Кайра, создателю знаменитой модели Tommykaira ZZ. Компания объявила, что каждый покупатель сможет принять участие в окончательной доводке своего экземпляра, чтобы автомобиль полностью соответствовал его предпочтениям. В 2003 году модифицированная ASL Garaiya приняла участие в гонках класса GT300 серии Super GT.